# Tesnivka, Luhînî
Tesnivka (în ucraineană Теснівка) este un sat în comuna Krasnostav din raionul Luhînî, regiunea Jîtomîr, Ucraina.

## Demografie
Componența lingvistică a localității Tesnivka
     Ucraineană (99,3%)
     Alte limbi (0,7%)
Conform recensământului din 2001, majoritatea populației localității Tesnivka era vorbitoare de ucraineană (99,3%), existând în minoritate și vorbitori de alte limbi.